# Красноярка (Николаевская область)
Красноярка (укр. Красноярка) — село в Братском районе Николаевской области Украины.
Население по переписи 2001 года составляло 149 человек. Почтовый индекс — 55460. Телефонный код — 5131. Занимает площадь 0,769 км².

## История
В 1946 году указом ПВС УССР хутор Манжелий переименован в Красноярку.

## Местный совет
55460, Николаевская обл., Братский р-н, с. Николаевка, ул. Гамазина, 1